# Phlegra (Marte)
Phlegra  è una caratteristica di albedo della superficie di Marte.